# Helene von Lebbin
Helene Auguste Luise Gustava von Lebbin (* 4. Januar 1849 in Stralsund als Helene Auguste Luise Gustava von Brandt; † 1. Januar 1915 in Charlottenburg) war eine deutsche Salonnière.

## Leben
Helene von Lebbin, geborene von Brandt, war Tochter des preußischen Artillerie- und späteren Generalstabsoffiziers Heinrich von Brandt (1823–1882) und dessen Frau Louise Helene Caroline, geborene von Seydewitz (1828–1898). Ihr Vater war erster Leiter des Nachrichtenbüros im preußischen Generalstab, das als erster deutschen Nachrichtendienst gilt. Der General Heinrich von Brandt war ihr Großvater. Helene heiratete 1875 den Vortragenden Rat im Ministerium des Inneren Hermann von Lebbin (1819–1884), der später Geheimer Oberregierungs- und Ministerialrat im Ministerium des Äußeren war, von Bismarck niedergehalten wurde und früh verstarb. Durch ihren Mann hatte sie den Diplomaten Friedrich August von Holstein kennengelernt.
Als Witwe unterhielt sie in ihrer Berliner Wohnung in der Wilhelmstraße 76 ab etwa 1890 einen politischen Salon, in dem vor allem Politiker und Diplomaten des Auswärtigen Amts verkehrten. Sie war auch mit dem späteren Reichskanzler Leo von Caprivi befreundet. 1909 erbte sie den schriftlichen Hauptnachlass Friedrich von Holsteins, hielt diesen wegen seines brisanten Inhalts jedoch unter Verschluss, bevor sie ihn kurz vor ihrem Tod an den befreundeten Bankier Paul von Schwabach weitergab. Holstein hatte über Vorgesetzte und Kollegen im Auswärtigen Amt sowie über andere Personen – darunter auch den Kaiser – kompromittierende Fakten – auch aus deren Privatleben – gesammelt. Schwabach gab später an, die Papiere vor der Revolution von 1918 verbrannt zu haben, doch tauchten sie wieder auf. Die Veröffentlichung erfolgte erst ein halbes Jahrhundert später, und zwar unter dem Buchtitel Die geheimen Papiere Friedrich von Holsteins (vier Bände, Göttingen 1956–1963).
Helene von Lebbin starb am Neujahrstag 1915, drei Tage vor ihrem 66. Geburtstag, in ihrer charlottenburger Wohnung in der Uhlandstraße 173/174.